# Круть, Игорь Васильевич
Игорь Васильевич Круть (15 ноября 1930, Москва — 12 апреля 1996, Москва) — советский и российский геолог, историк науки, доктор геолого-минералогических наук (1987).

## Биография
Родился 15 ноября 1930 года в городе Москве в семье историка из МГПИ им. В. И. Ленина, родом из Украины — Василия Тарасовича (1901—1986) и Клавдии Григорьевны (1905—1988).

### Образование
В 1949 году поступил на Географический факультет МГУ, в 1950 году перевёлся на заочное отделение, окончил его в 1955 году.
В 1953 году начал работать в Центральном научно-исследовательском геолого-разведочном институте (ЦНИГРИ) Министерства геологии СССР в Москве, в 1964 году закончил там аспирантуру.
Защитил кандидатскую диссертацию по теме «Геологическое строение Передового хребта в Кубано-Малкинском междуречье в связи с колчеданоносностью».

### Научная работа
В 1953—1965 годах работал в ЦНИГРИ Министерства геологии СССР в Москве.
В 1965—1968 годах работал в отделе петрографии Института геологии рудных месторождений, петрографии, минералогии и геохимии (ИГЕМ) АН СССР. Проводил исследования по геологии и петрологии магматических комплексов Кавказа. В 1966—1969 годах был учёным секретарём Межведомственного петрографического комитета (МПК) в ИГЕМ АН СССР. был Учёным секретарём Межведомственного петрографического комитета (МПК).
В 1967—1974 годах руководил проблемной группой «Энциклопедия истории естествознания», где увлёкся историей геологии.
С 1968 года работал в Институте истории естествознания и техники имени С. И. Вавилова (ИИЕТ) АН СССР. С 1987 года — заведовал сектором истории геолого-географических наук, а с 1990 года — заведовал сектором истории и методологии наук о Земле и экологии.
В 1971 году участвовал в 13 Международном конгрессе по истории науки в Москве, с докладом «Пространство и время классической геологии».
Разрабатывал вопросы истории, методологии и теории наук о Земле и экологии. На основании изучения истории системных представлений в науках о Земле разработал теоретическую концепцию уровней организации геосистем как основы современного межнаучного синтеза.
Написал две докторские диссертации:
- 1974 — Исследование оснований теоретической геологии: Системный подход и концепция уровней организации[5].
- 1986 — Проблемы истории и теории геологии: развитие представлений об уровнях организационных геосистем[6].

### Последние годы жизни
Скончался 12 апреля 1996 года[уточнить], похоронен в городе Долгопрудный на Долгопрудненском кладбище.

## Семья
Старшая сестра — Майя (1925—2011), заведовала кафедрой иностранных языков Московского физико-технического института (МФТИ).
Жёны:
1. Кузнецова, Ираида Николаевна (род. 1928)
2. Овинова, Елена Константиновна (род. 1938), с 1967.
3. Ширяева, Алевтина Сергеевна, с 1988 года.

Дети:
- Игорь (род. 1952) — преподаватель музыки.
- Глеб (род. 15 ноября 1968 — пропал без вести на Кавказе в конце сентября 1989) — географ[8].

Внуки:
• Наталия Игоревна Круть (род. 1975) была логопедом, учителем русского языка. Погибла в 2003 году.
• Сергей Игоревич Круть (род 1973)

## Членство в организациях
- Межведомственный петрографический комитет (МПК) АН СССР
- Комиссия по геологической изученности СССР (КОГИ) АН СССР

## Адреса
Жил в Москве по адресам: Улица Генерала Глаголева, дом 7; Улица Демьяна Бедного, дом 17; Улица Доватора, дом 1; Улица Удальцова, дом 23; Флотская улица, дом 13, корпус 2.